# Zeuneriana marmorata
Zeuneriana marmorata är en insektsart som först beskrevs av Franz Xaver Fieber 1853.  Zeuneriana marmorata ingår i släktet Zeuneriana och familjen vårtbitare. Inga underarter finns listade i Catalogue of Life.

## Bildgalleri

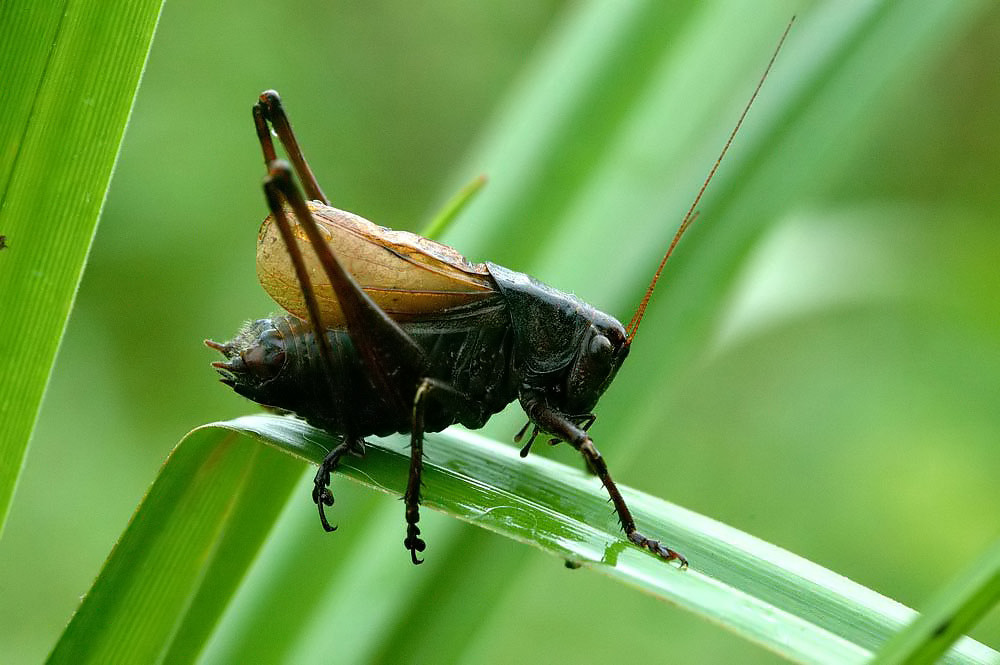